# Reumatologista
Reumatologista é o profissional médico especializado na reumatologia. Reumatologia é a especialidade médica que trata das doenças do tecido conjuntivo, articulações e doenças autoimunes.
No Brasil os reumatologistas se reúnem na Sociedade Brasileira de Reumatologia, uma sociedade de especialidade que realiza provas de títulos e congressos. Ainda no Brasil para se tornar reumatologista é necessário ser médico e realizar residência médica em clínica médica como pré requisito e depois residência médica em reumatologia em serviço credenciado.